# Gran Premio di Germania 1993
Il Gran Premio di Germania 1993 è stato un Gran Premio di Formula 1 disputato il 25 luglio 1993 sullo Hockenheimring. La gara è stata vinta da Alain Prost su Williams: per il francese è stata la 51ª e ultima vittoria in carriera.

## Qualifiche
Ancora una volta le qualifiche sono dominate dalle Williams, con Prost che conquista la nona pole position stagionale davanti al compagno di squadra Hill; seguono Schumacher, Senna e le due Ligier di Blundell e Brundle.

### Classifica
| Pos | No | Pilota               | Costruttore               | Tempo    | Distacco |
| --- | -- | -------------------- | ------------------------- | -------- | -------- |
| 1   | 2  | Alain Prost          | Williams - Renault        | 1:38.748 |          |
| 2   | 0  | Damon Hill           | Williams - Renault        | 1:38.905 | +0.157   |
| 3   | 5  | Michael Schumacher   | Benetton - Ford           | 1:39.580 | +0.832   |
| 4   | 8  | Ayrton Senna         | McLaren - Ford            | 1:39.616 | +0.868   |
| 5   | 26 | Mark Blundell        | Ligier - Renault          | 1:40.135 | +1.387   |
| 6   | 25 | Martin Brundle       | Ligier - Renault          | 1:40.855 | +2.107   |
| 7   | 6  | Riccardo Patrese     | Benetton - Ford           | 1:41.101 | +2.353   |
| 8   | 10 | Aguri Suzuki         | Footwork - Mugen-Honda    | 1:41.138 | +2.390   |
| 9   | 28 | Gerhard Berger       | Ferrari                   | 1:41.242 | +2.494   |
| 10  | 27 | Jean Alesi           | Ferrari                   | 1:41.304 | +2.556   |
| 11  | 9  | Derek Warwick        | Footwork - Mugen-Honda    | 1:41.449 | +2.701   |
| 12  | 7  | Michael Andretti     | McLaren - Ford            | 1:41.531 | +2.783   |
| 13  | 12 | Johnny Herbert       | Lotus - Ford              | 1:41.564 | +2.816   |
| 14  | 29 | Karl Wendlinger      | Sauber - Ilmor            | 1:41.642 | +2.894   |
| 15  | 11 | Alessandro Zanardi   | Lotus - Ford              | 1:41.858 | +3.110   |
| 16  | 20 | Érik Comas           | Larrousse - Lamborghini   | 1:41.945 | +3.197   |
| 17  | 14 | Rubens Barrichello   | Jordan - Hart             | 1:42.025 | +3.277   |
| 18  | 30 | Jyrki Järvilehto     | Sauber - Ilmor            | 1:42.032 | +3.284   |
| 19  | 4  | Andrea De Cesaris    | Tyrrell - Yamaha          | 1:42.203 | +3.455   |
| 20  | 23 | Christian Fittipaldi | Minardi - Ford            | 1:42.658 | +3.910   |
| 21  | 3  | Ukyo Katayama        | Tyrrell - Yamaha          | 1:42.682 | +3.934   |
| 22  | 24 | Pierluigi Martini    | Minardi - Ford            | 1:42.786 | +4.038   |
| 23  | 19 | Philippe Alliot      | Larrousse - Lamborghini   | 1:42.910 | +4.162   |
| 24  | 15 | Thierry Boutsen      | Jordan - Hart             | 1:43.007 | +4.259   |
| 25  | 22 | Luca Badoer          | Scuderia Italia - Ferrari | 1:43.345 | +4.597   |
| 26  | 21 | Michele Alboreto     | Scuderia Italia - Ferrari | 1:44.166 | +5.450   |

## Gara
Al via Prost viene sopravanzato da Hill, Schumacher e Senna dopo uno scatto poco brillante; alla staccata della prima variante però il francese attacca all'interno il brasiliano che prova a resistere all'esterno finendo in testacoda e vedendo sfilato dal resto del gruppo. La Ligier di Brundle tenta di attaccare il pilota della Williams alla seconda chicane, ma va in testacoda e taglia la variante; anche Prost taglia la chicane, per evitare l'incidente, e così pure fa Suzuki dietro di loro. Tutti e tre i piloti vengono penalizzati con uno stop-and-go al giro 10; Prost criticherà questa decisione a fine gara.
Prima di doversi fermare, il francese rimonta facilmente infilando Schumacher nel corso del sesto giro e Hill nell'ottavo, portandosi in testa alla gara; quando rientra è quinto, alle spalle anche di Blundell, Patrese e davanti ad Alesi. Il francese della Ferrari si ferma ai box per fissare un problema alla carrozzeria e lascia la zona puntI al compagno Berger alle spalle del quale si profila minacciosa la sagoma della McLaren di Senna in rimonta. Il brasiliano, pur sensibilmente più rapido sul giro, non riesce a passare l'austriaco forte della velocità di punta della rossa. Nel frattempo Prost recupera fino alla terza piazza diventando secondo quando Schumacher si ferma per il cambio gomme. Si fermano anche Patrese, che rischia finendo in testacoda alla chicane Clark, Blundell e Senna ma non le due WIlliams e Berger.
A metà gara Hill ha 22" su Prost e 24" su Schumacher; seguono Berger, Blundell, Patrese e Senna. Spettacolare il giro 24 quando Blundell infila Berger alla prima variante ma l'austriaco risponde con una decisa staccata a quella prima della ost-kurve. Il giro seguente però l'inglese passa all'ingresso del motodrom e il ferrarista deve cedere rapidamente anche a Senna, che ha passato anche Patrese, e allo stesso padovano. A questo punto il brasiliano prova ad insidiare la Ligier dell'inglese che resisterà fino alla fine senza troppi patemi. A cinque giri dal termine Hill sembra vicino al primo successo in carriera forte di 12" di vantaggio sul compagno mentre il tedesco della Benetton segue staccato dopo aver nuovamente sostituito le gomme. A una tornata e mezzo dal termine Hill si ritira però per il cedimento della gomma posteriore sinistra; Prost vince così per la 51. volta davanti a Schumacher, Blundell, Senna, Patrese e Berger. Con 27 punti di vantaggio su Senna, il francese ipoteca il suo quarto mondiale.

### Classifica
| Pos      | No | Pilota               | Costruttore               | Giri | Tempo/Ritiro          | Partenza | Punti |
| -------- | -- | -------------------- | ------------------------- | ---- | --------------------- | -------- | ----- |
| 1        | 2  | Alain Prost          | Williams - Renault        | 45   | 1:18:40.885           | 1        | 10    |
| 2        | 5  | Michael Schumacher   | Benetton - Ford           | 45   | +16.664               | 3        | 6     |
| 3        | 26 | Mark Blundell        | Ligier - Renault          | 45   | +59.349               | 5        | 4     |
| 4        | 8  | Ayrton Senna         | McLaren - Ford            | 45   | +1:08.229             | 4        | 3     |
| 5        | 6  | Riccardo Patrese     | Benetton - Ford           | 45   | +1:31.516             | 7        | 2     |
| 6        | 28 | Gerhard Berger       | Ferrari                   | 45   | +1:34.754             | 9        | 1     |
| 7        | 27 | Jean Alesi           | Ferrari                   | 45   | +1:35.841             | 10       |       |
| 8        | 25 | Martin Brundle       | Ligier - Renault          | 44   | +1 giro               | 6        |       |
| 9        | 29 | Karl Wendlinger      | Sauber - Ilmor            | 44   | +1 giro               | 14       |       |
| 10       | 12 | Johnny Herbert       | Lotus - Ford              | 44   | +1 giro               | 13       |       |
| 11       | 23 | Christian Fittipaldi | Minardi - Ford            | 44   | +1 giro               | 20       |       |
| 12       | 19 | Philippe Alliot      | Larrousse - Lamborghini   | 44   | +1 giro               | 23       |       |
| 13       | 15 | Thierry Boutsen      | Jordan - Hart             | 44   | +1 giro               | 24       |       |
| 14       | 24 | Pierluigi Martini    | Minardi - Ford            | 44   | +1 giro               | 22       |       |
| 15       | 0  | Damon Hill           | Williams - Renault        | 43   | Foratura              | 2        |       |
| 16       | 21 | Michele Alboreto     | Scuderia Italia - Ferrari | 43   | +2 giri               | 26       |       |
| 17       | 9  | Derek Warwick        | Footwork - Mugen-Honda    | 42   | +3 giri               | 11       |       |
| Ritirato | 14 | Rubens Barrichello   | Jordan - Hart             | 34   | Sterzo                | 17       |       |
| Ritirato | 3  | Ukyo Katayama        | Tyrrell - Yamaha          | 28   | Testacoda             | 21       |       |
| Ritirato | 30 | Jyrki Järvilehto     | Sauber - Ilmor            | 22   | Acceleratore bloccato | 18       |       |
| Ritirato | 11 | Alessandro Zanardi   | Lotus - Ford              | 19   | Testacoda             | 15       |       |
| Ritirato | 10 | Aguri Suzuki         | Footwork - Mugen-Honda    | 9    | Cambio                | 8        |       |
| Ritirato | 7  | Michael Andretti     | McLaren - Ford            | 4    | Incidente             | 12       |       |
| Ritirato | 22 | Luca Badoer          | Scuderia Italia - Ferrari | 4    | Sospensione           | 25       |       |
| Ritirato | 4  | Andrea De Cesaris    | Tyrrell - Yamaha          | 1    | Cambio                | 19       |       |
| Ritirato | 20 | Érik Comas           | Larrousse - Lamborghini   | 0    | Frizione              | 16       |       |

## Classifiche

### Piloti
| Pos. | Pilota               | Punti |
| ---- | -------------------- | ----- |
| 1    | Alain Prost          | 77    |
| 2    | Ayrton Senna         | 50    |
| 3    | Michael Schumacher   | 36    |
| 4    | Damon Hill           | 28    |
| 5    | Riccardo Patrese     | 11    |
| 6    | Mark Blundell        | 10    |
| 7    | Martin Brundle       | 9     |
| 7    | Johnny Herbert       | 9     |
| 9    | Gerhard Berger       | 6     |
| 10   | Jyrki Järvilehto     | 5     |
| 10   | Christian Fittipaldi | 5     |
| 12   | Jean Alesi           | 4     |
| 13   | Michael Andretti     | 3     |
| 14   | Philippe Alliot      | 2     |
| 14   | Fabrizio Barbazza    | 2     |
| 16   | Alessandro Zanardi   | 1     |
| 16   | Karl Wendlinger      | 1     |
| 16   | Derek Warwick        | 1     |

### Costruttori
| Pos. | Team                    | Punti |
| ---- | ----------------------- | ----- |
| 1    | Williams - Renault      | 105   |
| 2    | McLaren - Ford          | 53    |
| 3    | Benetton - Ford         | 47    |
| 4    | Ligier - Renault        | 19    |
| 5    | Lotus - Ford            | 10    |
| 5    | Ferrari                 | 10    |
| 7    | Minardi - Ford          | 7     |
| 8    | Sauber - Ilmor          | 6     |
| 9    | Larrousse - Lamborghini | 2     |
| 10   | Footwork - Mugen-Honda  | 1     |

## Fonti
- Teamdan.org, su silhouet.com. URL consultato l'8 giugno 2009.
- Grandprix.com. URL consultato l'8 giugno 2009.
- GpUpdate.com [collegamento interrotto], su f1.gpupdate.net. URL consultato l'8 giugno 2009.